# 印刷インキ工業連合会
印刷インキ工業連合会（いんさついんきこうぎょうれんごうかい）は、日本のインク製造者による業界団体である。印刷インク業者の健全な発展を図り、文化および経済の発展に寄与することを目的とする。

## 連合会の構成
- 1948年　印刷インキ工業会（関東）、印刷インキワニス工業会（関西）が設立
- 1952年　両工業会が連合し印刷インキ工業連合会が結成

## 所在地
- 印刷インキ工業会：　東京都港区赤坂1-9-13
- 印刷インキワニス工業会：　大阪府大阪市中央区久太郎町1-8-9

## 活動
- インクの製造、環境、安全、健康衛生に関する調査
- 国内の自主規格の制定
- 会員会社への情報提供、刊行物の出版